# پورشه جونیور

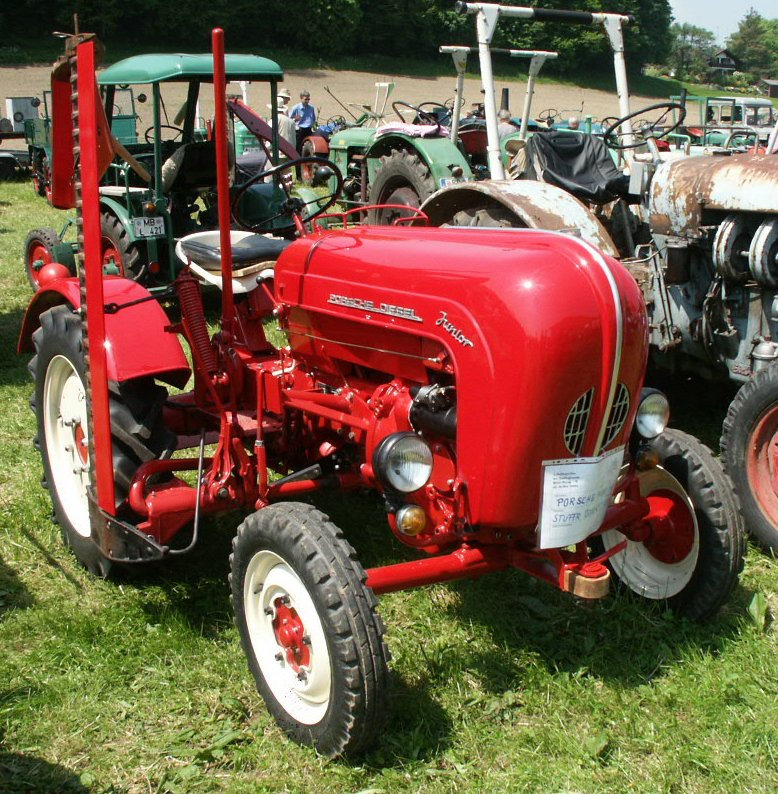
یک پورشه جونیور ساخت شرکت پورشه دیزل

پورشه جونیور (انگلیسی: Porsche Junior) یک تراکتور سایز کوچک ساخت پورشه است که از سال ۱۹۵۲ تا ۱۹۶۳ تولید شده‌است. این تراکتور مجهز به یک پیشرانه دیزلی تک سیلندر ۱۴ اسب بخاری هواخنک است.